# Tenhults IBK
Tenhults IBK var en innebandyklubb i Tenhult i  Sverige, bildad 1988.
Herrlaget spelade i Sveriges högsta division under säsongen 1989/1990.
Numera bedrivs innebandy i Tenhult i stället i Tenhults IF.

### Fotnoter
1. ↑  ”Tenhults Innebandyklubb”. Alla bolag.se. http://www.allabolag.se/8260013621/Tenhults_Innebandyklubb. Läst 14 oktober 2013.
2. ↑  ”Division 1 södra 1989/90 herrar”. Svenska Innebandyförbundet. Arkiverad från originalet den 7 februari 2015. https://web.archive.org/web/20150207182922/http://issuu.com/innebandy.se/docs/198990h1s?e=4128515/2048167. Läst 14 oktober 2013.
3. ↑  ”Tenhults IF - Innebandy”. Smålands Innebandyförbund. Arkiverad från originalet den 24 september 2015. https://web.archive.org/web/20150924035306/http://www.innebandy.se/templates/IDA/ClubInfo.aspx?PageId=81972&OrganizationsID=3775&epslanguage=SV. Läst 14 oktober 2013.